# Khanato di Qasim
Il Khanato di Qasim o Kazim (in tataro Касыйм ханлыгы, Касыйм патшалыгы; Russo Касимовское ханство, Касимовское царство) fu una formazione territoriale tatara (khanato), vassallo del Granducato di Mosca, che esistette dal 1452 fino al 1681 nel territorio di quello che è oggi l'Oblast di Rjazan, nei territori circostanti il fiume Oka. Fu creato sulle terre che Vassili II regalò al principe di Kazan' Qasim khan, figlio del primo Khan di Kazan' Ulugh Mohammet, figlio di Barak Khan, discendente di Uros Khan dell'Orda Bianca, della stirpe di Orda Khan e perciò anche di Gengis Khan in linea diretta.

## La formazione del Khanato
La popolazione originaria del khanato era formata da tribù finniche quali i Meshchera e i Muromi e, prima della formazione di quest'ultimo, tale terra era contesa tra la Rus' di Kiev e la Bulgaria del Volga. Le tribù locali erano vassalle dei duchi della Rus' e, più tardi furono incorporate nel ducato di Vladimir. Nel 1152 il Duca di Vladimir Jurij Dolgorukij fondò la città di Gorodec Meščërskij. Dopo l'invasione mongola della Russia tale territorio fu incorporato dall'Orda d'Oro. Tribù turcomanne apparvero allora nell'area, fondando nuove città incoraggiate dai mongoli e convertite all'islamismo dai vicini Bulgari del Volga, il cui stato era nel frattempo scomparso, anch'esso inglobato dall'irresistibile avanzata mongola. Nel territorio fu fondato dal Baig Mohammad Shirin il Principato semi-indipendente di Mishar Yurt. Dopo la battaglia di Sudzal del 1445, Ulugh Mohammet reclamò il ritorno di queste terre sotto l'egida delle popolazioni tartare che le abitavano.
Secondo alcuni storici, tra i quali Khudjakov, Vassili permise al figlio di Moxammat, Qasim la creazione del Khanato, che fu ribattezzato con il suo nome. Un'altra versione ipotizza che Qasim fosse in realtà al servizio dei Russi e che gli fossero donate quelle terre al fine di creare uno Stato cuscinetto tra la Moscovia e il Khanato di Kazan', tanto è vero che tale Khanato è sempre stato vassallo della Moscovia e, anche se i Khan governavano il territorio, le scelte politiche erano ad esclusivo appannaggio russo.

## Popolazioni
Al tempo della sua formazione il khanato era popolato dai Tartari Mişär (discendenti delle prime popolazioni turche), Russi e Mordovi. Le tribù Meshchera e Muromi erano infatti già state assimilate. Alcuni Tatari di Kazan' si reinsediarono nelle terre di Qasim e furono perciò chiamati Tatari di Qasim. I Tatari di Qasim facevano parte dell'amministrazione statale o dell'esercito e furono per la maggior parte assimilati tra i Tatari Mişär, tuttavia all'incirca 1.000 Tatari di Qasim vivono tutt'oggi nella città di Kasimov.
Le famiglie nobili locali erano i Manğıt, gli Arğın, gli Cälair e i Qıpçaq. Gli amministratori russi eleggevano i khan fra le famiglie regnanti degli altri Khanati Tatari.

## Storia
I Khan di Qasim con il loro esercito parteciparono a tutti i raid moscoviti contro il Khanato di Kazan' (1467-1469, 1487, 1552). Dopo la conquista di Kazan' il governatorato autonomo dei Khan fu abolito e il Khanato passò sotto l'amministrazione diretta di un voivoda russo. Tuttavia, seppur solo nella forma, i khan continuarono a regnare. Uno di loro, Simeon Bekbulatovič, fu battezzato e proclamato granduca di Moscovia per un breve periodo nel 1574. Sotto il regno del Khan Sayed Borhan (1627-1679) la Russia iniziò una politica di cristianizzazione. I Beig, che avevano uno status equivalente ai boiardi, furono declassati. Questo provocò una rivolta tatara nel 1656. Dopo la morte della khanbika (regina) Fatima Soltan nel 1681, il Khanato fu abolito.